# Riffa Club
El Al-Riffa Sports Club (en árabe: الرفاع‎) es un club de fútbol de Baréin, de la ciudad de Riffa. Fue fundado en 1953 y juega en la Liga Premier de Baréin. 

## Historia
El equipo fue fundado en 1953 por Khalifa bin Salman Al Khalifa con el nombre de 'West Riffa Club. En 2002 cambió su nombre por el actual. Ganó su primer título de Liga en 1982. Ese mismo año consiguió quedar segundo en la Copa de Clubes Campeones del Golfo.

## Palmarés

### Torneos nacionales
- Liga Premier de Baréin (14): 1982, 1987, 1990, 1993, 1997, 1998, 2000, 2003, 2005, 2012, 2014, 2019, 2021, 2022
- Copa del Rey de Bahréin (7): 1973, 1985, 1986, 1998, 2010, 2019, 2021
- Copa FA de Bahréin (4): 2000, 2001, 2004, 2014
- Copa Príncipe de la Corona de Baréin (4): 2002, 2003, 2004, 2005
- Supercopa de Baréin (2): 2019, 2021

### Participación en competiciones de la AFC
- Liga de Campeones de la AFC: 2 apariciones

2004: Fase de grupos
2020: 2ª Preliminar
- Copa de Clubes de Asia: 5 apariciones

| 1988-89: Grupo de clasificación 1991: Primera ronda | 1994-95: Segunda ronda 1996-97: Primera ronda | 1998-99: Segunda ronda |

- Copa AFC: 2 apariciones

2010 - Semifinal
2013 -

## Uniformes
- Primero/ Casa.: Camiseta Azul-Bebé; Pantalón y Medias Blancas.
- Segundo/ Visitante.: Camiseta Blanca; Pantalón y Medias Azul-Bebé.
- Tercero/ Alternativo.: Camiseta y Medias Azul-Cobalto; Pantalón Amarillo-Oro.

## Estadio
El Bahréin Riffa Club juega en el Estadio Nacional de Bahréin. Fue inaugurado en 1982 y tiene capacidad para 30000 personas.

## Jugadores

### Jugadores destacados
| - Maurito - Hussain Baba - Khamis Eid - Salman Isa - Salem Mubarak - Talal Yousif - Rico - Tinenho - Narcisse Yameogo - Razzaq Farhan | - Ahmad Mnajed - Haidar Obeid - Hassouneh Al-Sheikh - Abdullah Deeb - Awad Ragheb - Redouane Barkaoui - Fadi Lafi - Bragança - Mardik Mardikian |

## Entrenadores destacados
- Theo Laseroms (1982–84)
- Uli Maslo (1985–88), (1993–94)
- Rodion Gačanin (2003–05)
- Dragan Talajić (2005–06)
- Srećko Juričić (2007)
- Wilco van Buuren
- Julio Peixoto